# Змаева награда
Змаевата награда е учредена от Матица сръбска на нейното общо събрание на 15 март 1953 г. в памет на поета Йован Йованович Змай по повод 120-годишнината от раждането му.
Наградата се присъжда за поезия на сръбски език и се връчва всяка година на датата, на която е основана „Матица Сръбска“ – 16 февруари.

## Избрани носители
- 1956. - Васко Попа: „Nepočin-polje“;
- 1958. - Десанка Максимович: „Miris zemlje“
- 1961. - Иван Лалич: „Vreme, vatre, vrtovi“
- 1969. - Миодраг Павлович: „Velika Skitija“
- 1971. - Весна Парун: „Karpatsko umiljenije – Tragom Magde Isanos“
- 1973. - Десанка Максимович: „Nemam više vremena“
- 1985. - Славко Михалич: „Tihe lomače“
- 1994. - Новица Тадич: „Napast“
- 1996. - Йован Христич: „Sabrane pesme“
- 2005. - Драган Йованович Данилов: „Gnezdo nad ponorom“